# Verde Campo
Verde Campo é uma marca de laticínios saudáveis localizada em Lavras, Minas Gerais. É pertencente à Coca-Cola Brasil, que comprou 100% da empresa em 2016. Produz produtos como queijo, requeijão e bebidas lácteas sem o uso de aromatizantes sintéticos ou conservantes, substituindo por frutas, adoçando com estévia. A empresa possui cerca de 650 empregados, e é disponível em todas as regiões brasileiras.

## História
Foi criada em 1999 com a fábrica sendo instalada em setembro do mesmo ano. Inicialmente, atuou como uma empresa de consultoria testando tecnologias na produção alimentícia. Em 2011, com o lançamento da linha LacFree, foi a primeira marca no mercado brasileiro a produzir lácteos zero lactose.
Em 2018 removeu os corantes, aromatizantes sintéticos e conservantes de seus produtos.